# Holger Ström
Georg Holger Ström, född 15 februari 1912 i Helsingfors, död 23 september 2002, var en finländsk journalist. 
Ström, som var son till affärsman Georg Bernhard Ström och Elsa Irene Spiring, blev student 1930 och bedrev juridiska studier vid Helsingfors universitet. Han var anställd vid Hufvudstadsbladet och Svenska Pressen 1937–1944, redaktionssekreterare och chefredaktör för Västra Nyland 1945, flyttade därefter till Sverige, där han var anställd vid Vestmanlands läns tidning 1945, Göteborgs-Posten 1946, Sörmlandsposten 1946, medlem av redaktionsledningen för Näringslivets Information 1947–1959, redaktionssekreterare i Tekniskt Forum i Helsingfors 1959–1961 och redaktionschef från 1962. Han var medlem av redaktionskommittén för Ekonomen (Stockholm) från 1948 och Helsingforsrapportör i Sveriges Radio 1960–1965. Han författade ett antal industrimonografier.